# Wolfgang Waltenberger
Wolfgang Waltenberger  (* 1974 in Gmunden) ist ein österreichischer Physiker und Hochschullehrer.

## Leben
Waltenberger wuchs in Ebensee, Oberösterreich auf, besuchte das Realgymnasium in Gmunden, unterbrochen von einem Jahr mit Abschluss an der Reynolds-Highschool in Winston-Salem, N.C., USA, bevor er zum Studium an die Technische Universität Wien ging. Er begann seine Laufbahn mit einer Diplomarbeit zur Quantengravitation (2001) und arbeitete anschließend als Data Scientist am HEPHY. Seit 2001 ist er Mitglied der CMS-Kollaboration am CERN. Seine Doktorarbeit (2004) befasste sich mit Algorithmen zur Spurrekonstruktion bei CMS.

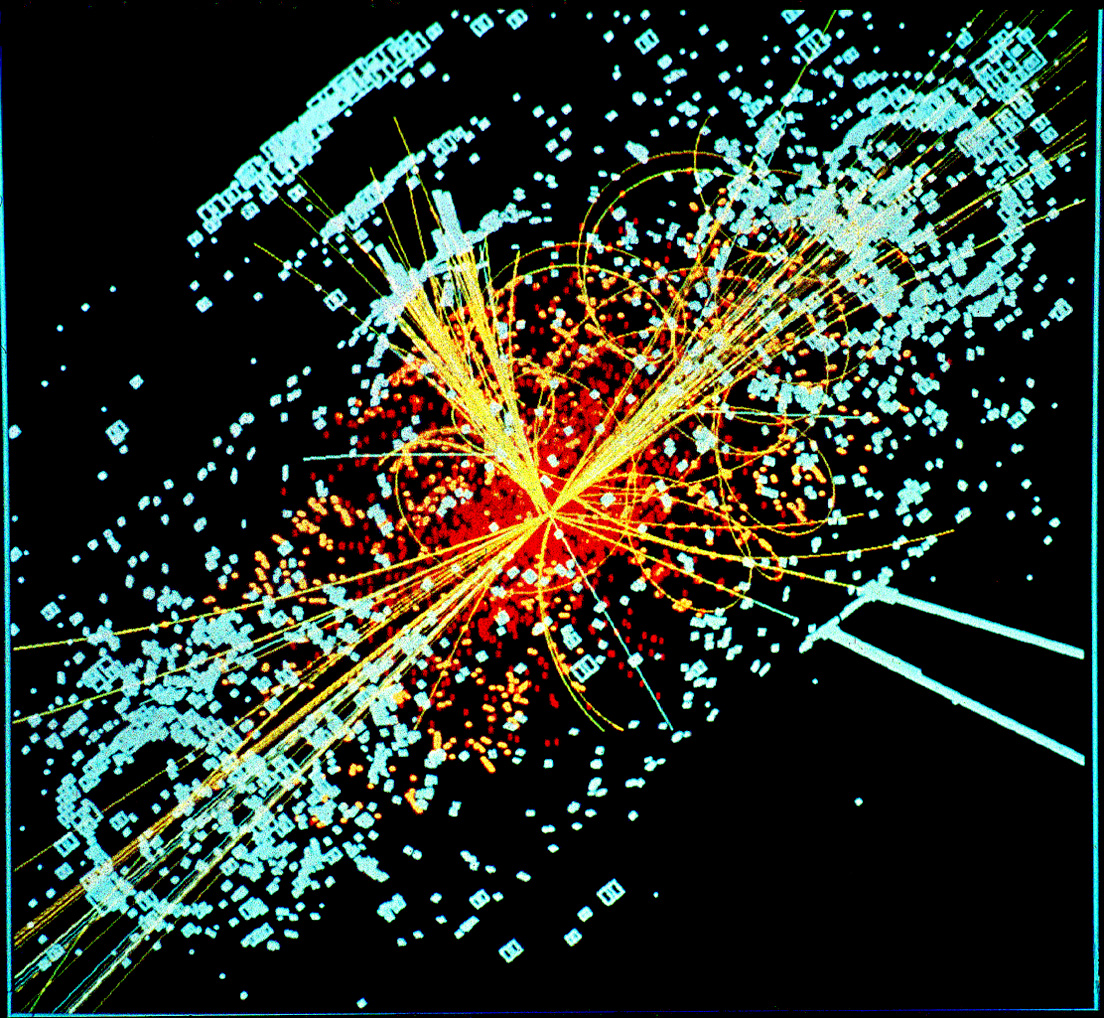
Simulierte Detektion von Teilchen nach Protonenkollision im CMS-Detektor

Nach einer Postdoc-Phase (2004–2008) mit Schwerpunkt auf b-Tagging und vertexing erhielt er eine feste Anstellung am Institut für Hochenergiephysik HEPHY (2008). Von 2009 bis 2012 leitete er die Wiener HEPHY-Gruppe zur Suche nach Supersymmetrie. 2012 gründete er die SModelS-Kollaboration zur Interpretation von LHC-Daten, deren Projektleitung er 2014 übernahm.
Er hatte eine Gastprofessur an der Universidade de São Paulo (2015) und habilitierte an der Universität Wien (2018).
Er ist verheiratet und hat drei Söhne.

## Forschung
Waltenberger analysiert die Daten des CMS-Experiments (Compact Muon Solenoid) am CERN. Darüber hinaus trägt er zur Feinabstimmung von Simulationsprogrammen bei, um das Underlying Event und Multiparton-Streuung besser zu modellieren. Insgesamt kombiniert sein Arbeitsgebiet die Suche nach neuen physikalischen Phänomenen und die präzise Kontrolle experimenteller Messungen, um das Standardmodell der Teilchenphysik weiter zu testen und gegebenenfalls zu erweitern.